# Lutz Haurand
Lutz Haurand (* 15. Januar 1826 in Niedermöllrich im Schwalm-Eder-Kreis; † 25. September 1873 ebenda) war ein deutscher Gutsbesitzer und Mitglied der Landstände des Großherzogtums Hessen.

## Leben
Lutz Haurand wurde als Sohn des Walter Haurand und dessen Ehefrau Clara Meyer geboren. 
1855 erhielt er ein Mandat für die Zweite Kammer der kurhessischen Ständeversammlung, die aus 50 Abgeordneten bestand. 6 Abgeordnete stellte der Ritteradel, 10 Abgeordnete kamen aus den „großen“ Städten und 34 Abgeordnete wurden in den Wahlbezirken in indirekter Wahl gewählt. 
Das passive Wahlrecht besaß nach dem Wahlgesetz derjenige, der 30 Jahre alt war und mindestens 118 Gulden zu versteuern hatte.
Da bei Haurand das Mindestalter nicht gegeben waren, trat er aus der Kammer aus.